# Trophée Kim-Perrot de la sportivité

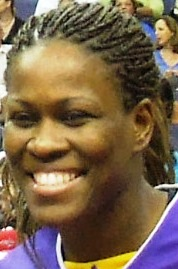
Taj McWilliams-Franklin, récompensée en 2005.

Le trophée Kim-Perrot de la sportivité ou Kim Perrot Sportsmanship Award est un trophée décerné annuellement par la Women's National Basketball Association.

## Description
Il est remis à la joueuse « représentant le mieux les valeurs du sport sur le terrain, le comportement éthique, le fair-play et l'intégrité » durant la saison.
Il est décerné depuis saison inaugurale sous le terme WNBA Sportsmanship Award, mais est renommé à la suite du décès en 1999 de la joueuse Kim Perrot, double championne WNBA avec les Comets de Houston avant de succomber en sept mois, bien que non-fumeuse, à un cancer du poumon.
La gagnante est choisie par jury de journalistes sportifs américains, qui choisissent chacun trois joueuses, la première obtenant cinq points, la deuxième trois points et la troisième un point, la joueuse ayant le plus de points remportant le titre sans égard pour le nombre de premières places.
Suzie McConnell Serio l'a remporté à deux reprises 1998 et 2000, tout comme Dawn Staley en 1999 et 2006, Kara Lawson en 2009 et 2012.
La NBA a créé une telle distinction lors de la saison 1995-1996.
En 2015, DeLisha Milton-Jones du Dream d'Atlanta est élue.
Déjà titrée en 2010 et 2013, Tamika Catchings est la première joueuse titrée trois fois en 2016.
Titrée deux fois d'affilée en 2017 et 2018, Sue Bird est la deuxième joueuse récompensée à trois reprises.

## Lauréates
| Année | Vainqueur                 | Équipe                      |
| ----- | ------------------------- | --------------------------- |
| 1997  | Zheng Haixia              | Sparks de Los Angeles       |
| 1998  | Suzie McConnell Serio     | Rockers de Cleveland        |
| 1999  | Dawn Staley               | Sting de Charlotte          |
| 2000  | Suzie McConnell Serio (2) | Rockers de Cleveland        |
| 2001  | Sue Wicks                 | Liberty de New York         |
| 2002  | Jennifer Gillom           | Mercury de Phoenix          |
| 2003  | Edna Campbell             | Monarchs de Sacramento      |
| 2004  | Teresa Edwards            | Lynx du Minnesota           |
| 2005  | Taj McWilliams-Franklin   | Sun du Connecticut          |
| 2006  | Dawn Staley (2)           | Comets de Houston           |
| 2007  | Tully Bevilaqua           | Fever de l'Indiana          |
| 2008  | Vickie Johnson            | Silver Stars de San Antonio |
| 2009  | Kara Lawson               | Monarchs de Sacramento      |
| 2010  | Tamika Catchings          | Fever de l'Indiana          |
| 2011  | Sue Bird                  | Storm de Seattle            |
| 2011  | Ruth Riley                | Silver Stars de San Antonio |
| 2012  | Kara Lawson (2)           | Sun du Connecticut          |
| 2013  | Swin Cash                 | Sky de Chicago              |
| 2013  | Tamika Catchings (2)      | Fever de l'Indiana          |
| 2014  | Becky Hammon              | Stars de San Antonio        |
| 2015  | DeLisha Milton-Jones      | Dream d'Atlanta             |
| 2016  | Tamika Catchings (3)      | Fever de l'Indiana          |
| 2017  | Sue Bird (2)              | Storm de Seattle            |
| 2018  | Sue Bird (3)              | Storm de Seattle            |
| 2019  | Nneka Ogwumike            | Sparks de Los Angeles       |
| 2020  | Nneka Ogwumike (2)        | Sparks de Los Angeles       |
| 2021  | Nneka Ogwumike (3)        | Sparks de Los Angeles       |